# نی بند
نی بند، روستایی از توابع شهرستان قروه در استان کردستان ایران است. این روستا 1400 سال قدمت دارد.

## جمعیت
این روستا در دهستان دلبران قرار دارد و براساس سرشماری مرکز آمار ایران در سال ۱۳۸۵، جمعیت آن ۲۹۸ نفر (۷۰خانوار) بوده‌است.مردم این روستا به زبان ترکی آذربایجانی تکلم میکنند.